# Katholische Universität von Salta

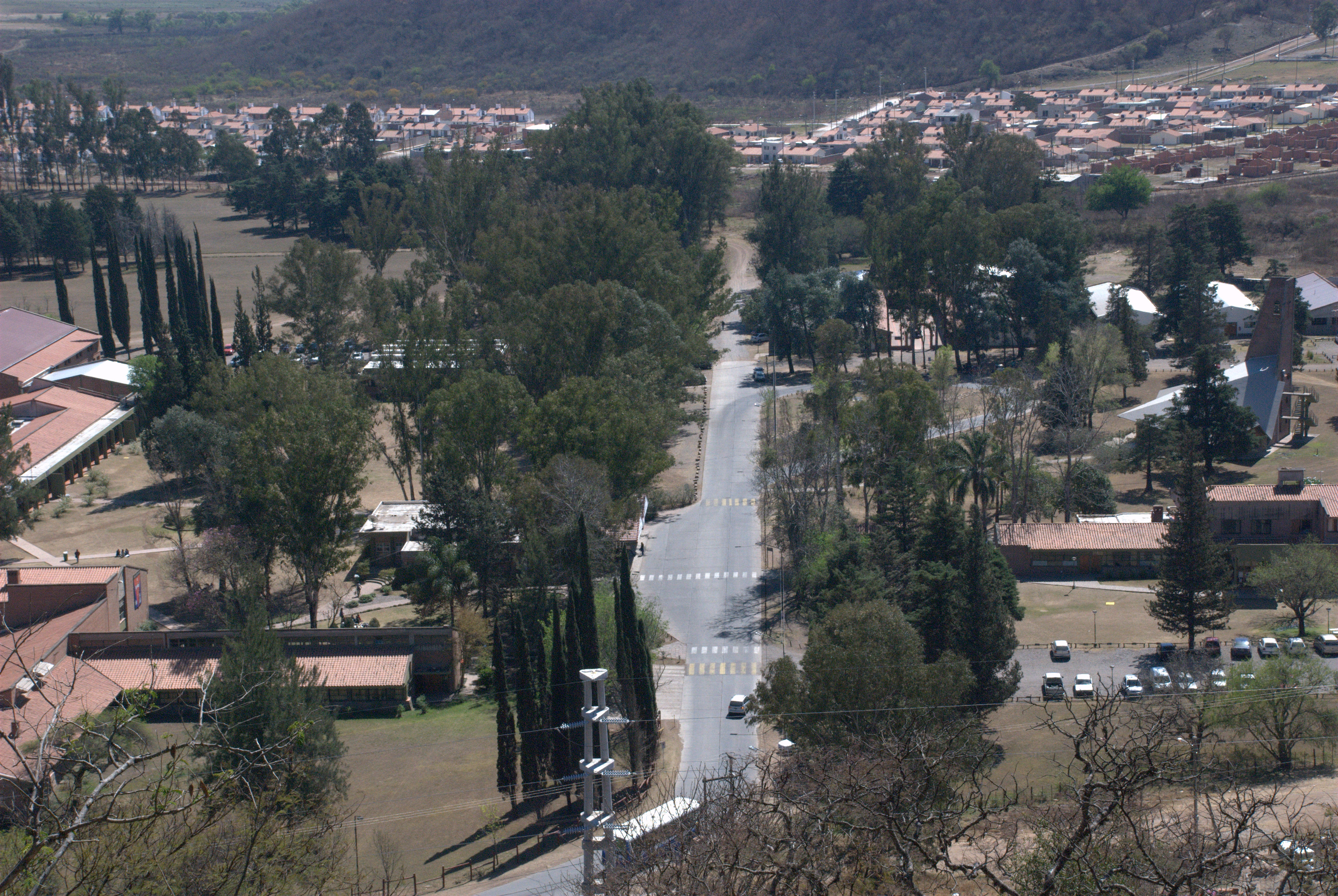
Campus Castañares UCASAL

Die Katholische Universität von Salta (span.: Universidad Católica de Salta), kurz UCASAL, ist eine Katholische Universität mit Hauptsitz in Salta in der argentinischen Provinz Salta.
Die Hochschule wurde durch Roberto José Tavella SDB, Erzbischof des Erzbistums Salta von 1934 bis 1963, und den Unternehmer Robustiano Patron Costas gegründet. Gründungspräsident einer privaten Hochschule 1958 war Arturo Frondizi. Per Dekret des Erzbischofs wurde am 19. März 1963 die Katholische Universität von Salta ins Leben gerufen. Am 2. September 1965 erfolgte die staatliche Anerkennung. 1967 wurde der Universitätsbetrieb aufgenommen; erster Universitätsrektor war Edward Justen SJ.

## Fakultäten
- Künste und Wissenschaften
- Wirtschaftswissenschaften und Management
- Rechtswissenschaften
- Ingenieurwissenschaften und Informatik
- Architektur und Städtebau
- Agrarwissenschaften und Veterinärmedizin
- Gesundheitswissenschaften